# One Million Strong
One Million Strong es un álbum recopilatorio de rap lanzado por SOLAR Records en 1995. El álbum cuenta con artistas reconocidos en el mundo del hip-hop, e incluye la canción "Runnin' (From tha Police)", una de las pocas colaboraciones entre los raperos 2Pac y The Notorious B.I.G.. El álbum alcanzó el puesto 36 en la lista Top R&B/Hip-Hop Albums.

## Lista de canciones
1. "Where Ya At?" (Ice Cube, Ice-T, Kam, Mobb Deep, Da Smart, Insane, Shorty, Smooth B, Chuck D, RZA, Killah Priest)
2. "Runnin' (From tha Police)" (2Pac, The Notorious B.I.G., Yaki Kadafi, Buju Banton, Stretch)
3. "Is It a Dream?" (Channel Live)
4. "Meal Ticket" (Tone Def Click]
5. "No Hands Out" (Tha Alkaholiks)
6. "Mirror Mirror" (Smooth B)
7. "Tight Situation" (Kaotic Sypher, Bogus, True & P.L. Crazee)
8. "Hocus Pocus" (Crazy Tee, C-No-Gee)
9. "187 um" (Snoop Dogg, Dr. Dre)
10. "Wicked Ways" (Sunz of Man, 7th Ambassador)
11. "Get Up" (Blackwine)
12. "No Surrender" (Bone Thugs-n-Harmony)
13. "Out to Git Minez" (Step X Step)
14. "Wake Up" (X-Niggaz)
15. "Livin' 2 Die" (Top Authority)
16. "Where Ya At?" (Mobb Deep, Chuck D, Da Smart, Erule, Merchant, Lord Jamar, RZA, Killah Priest, Sunz of Man, Brooklyn Zu)
17. "Destroy All Masters" (Chuck D, Melquan)

## Sencillos
| Año  | Canción                     | Posiciones en lista | Posiciones en lista              | Posiciones en lista | Posiciones en lista |
| Año  | Canción                     | Billboard Hot 100   | Hot R&B/Hip-Hop Singles & Tracks | Hot Rap Singles     |                     |
| 1995 | "Runnin' (From tha Police)" | #81                 | #57                              | #13                 |                     |

- Datos: Q7092907